# Gare de Viane-Moerbeke
La gare de Viane-Moerbeke est une gare ferroviaire belge de la ligne 123, de Grammont à Braine-le-Comte. Elle est située à Moerbeke section de la ville belge de Grammont dans le Denderstreek située en Région flamande dans la province de Flandre-Orientale.

## Situation ferroviaire
La gare de Viane-Moerbeke est située au point kilométrique (PK) 4,6 de la ligne 123, de Grammont à Enghien et Braine-le-Comte, entre les gares ouvertes de Grammont et de Gammerages.

## Histoire

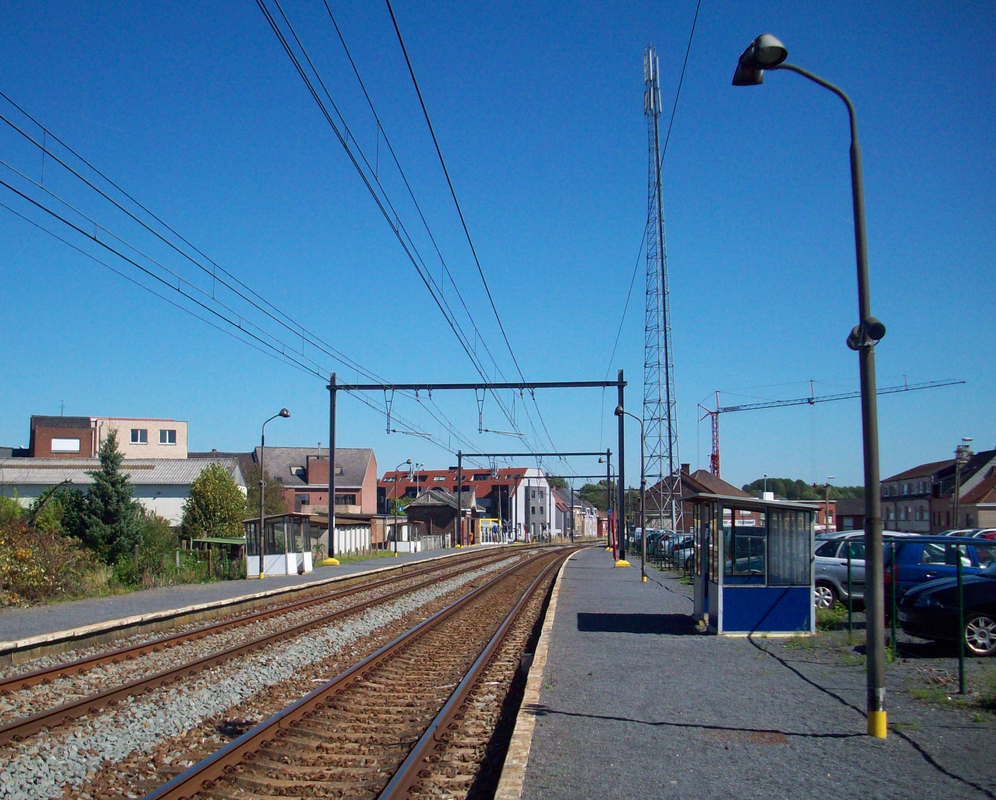
Intérieur de la gare (2009).

La « station de de Viane-Moerbeke » est mise en service le 1er janvier 1872 par l’administration des chemins de fer de l'État belge exploitante de la ligne du « Chemin de fer de Braine-le-Comte à Gand », en service depuis 1867. Elle est alors dotée d’un bâtiment de gare provisoire.
Ces gares provisoires dont plusieurs furent édifiées par l’État belge étaient construites, dans le cas de Viane-Moerbeke, avec une charpente à pans de bois hourdies de briques. La toiture est une toiture sous bâtière avec un pignon central en bois, cinq portes côté quai et aucune autre fenêtre sur les autres murs. L’intérieur consiste en un magasin pour les colis et bagages à une extrémité, le bureau et le guichet au centre et une salle d’attente au niveau des deux dernières travées.
En 1895, ce premier bâtiment est remplacé par un bâtiment définitif sur le quai opposé, construit selon le plan type 1881.
Cependant la gare provisoire n'est pas démolie et est reconvertie en abri de quai et en bâtiment de service. Cette structure prévue pour durer quelques années a traversé les siècles mais a finalement été rasée en 2017.
Le bâtiment principal a perdu son second étage et son aile à toit plat[Quand ?] avant que les guichets ne ferment définitivement en 2013. Il a depuis été revendu en 2017 et rénové.

## Service des voyageurs

### Accueil
Halte SNCB, c'est un point d'arrêt non géré (PANG) à accès libre. Elle équipée d'un automate pour l'achat des titres de transports.

### Desserte
Viane-Moerbeke est desservie par des trains Suburbains (S5 et S6),.

#### Semaine
En semaine, la gare est desservie par des trains S6 entre Schaerbeek et Denderleeuw via Bruxelles-Central, Hal, Enghien et Grammont circulant toutes les heures.
Des trains supplémentaires en heure de pointe (S5 et S6) se rajoutent à la desserte régulière de Viane-Moerbeke :
- huit trains S5 de Malines à Grammont via Evere, Schuman, Hal et Enghien (trois dans le sens Grammont - Malines et deux dans le sens inverse le matin ; trois dans le sens Malines - Grammont l'après-midi) ;
  - le matin, un de ces trains S5 est scindé en gare de Grammont et continue vers Denderleeuw en tant que train P (rapide) tandis que l'autre moitié circule comme train S6 (à arrêts fréquents) vers la même gare de Denderleeuw.
- un train S6 Grammont - Bruxelles-Midi qui poursuit ensuite sa route comme train S8 en direction d'Ottignies (le matin) ;
- un train S6 Grammont - Schaerbeek (le matin, retour l'après-midi) ;
- un train S6 Bruxelles-Midi - Grammont provenant de la gare d'Ottignies en tant que train S8 (l'après-midi) ;
- un train S6 Enghien - Grammont (en fin d'après-midi).

#### Week-ends et fériés
Les week-ends et jours fériés, la desserte de Viane-Moerbeke se limite à un train S6 par heure, circulant sur le trajet Schaerbeek-Denderleeuw.

## Comptage voyageurs
Ce graphique et tableau montre le nombre de voyageurs embarquant en moyenne durant la semaine, le samedi et le dimanche.
| Nombre de passagers qui embarquent à la gare de Viane-Moerbeke | Nombre de passagers qui embarquent à la gare de Viane-Moerbeke | Nombre de passagers qui embarquent à la gare de Viane-Moerbeke | Nombre de passagers qui embarquent à la gare de Viane-Moerbeke |
|                                                                | Semaine                                                        | Samedi                                                         | Dimanche                                                       |
| -------------------------------------------------------------- | -------------------------------------------------------------- | -------------------------------------------------------------- | -------------------------------------------------------------- |
| 1977                                                           | 954                                                            | 124                                                            | 65                                                             |
| 1978                                                           | 943                                                            | 110                                                            | 77                                                             |
| 1979                                                           | 1 031                                                          | 124                                                            | 83                                                             |
| 1980                                                           | 932                                                            | 76                                                             | 56                                                             |
| 1981                                                           | 954                                                            | 89                                                             | 94                                                             |
| 1982                                                           | 762                                                            | 37                                                             | 32                                                             |
| 1983                                                           | 828                                                            | 41                                                             | 41                                                             |
| 1984                                                           | 825                                                            | 74                                                             | 67                                                             |
| 1985                                                           | 813                                                            | 96                                                             | 90                                                             |
| 1986                                                           | 898                                                            | 70                                                             | 77                                                             |
| 1987                                                           | 902                                                            | 81                                                             | 75                                                             |
| 1988                                                           | 804                                                            | 114                                                            | 104                                                            |
| 1989                                                           | 829                                                            | 84                                                             | 90                                                             |
| 1990                                                           | 809                                                            | 69                                                             | 53                                                             |
| 1991                                                           | 795                                                            | 80                                                             | 64                                                             |
| 1992                                                           | 829                                                            | 87                                                             | 76                                                             |
| 1993                                                           | 816                                                            | 87                                                             | 83                                                             |
| 1994                                                           | 836                                                            | 73                                                             | 61                                                             |
| 1995                                                           | 777                                                            | 73                                                             | 66                                                             |
| 1996                                                           | 806                                                            | 51                                                             | -                                                              |
| 1997                                                           | 863                                                            | 66                                                             | -                                                              |
| 1998                                                           | 645                                                            | 55                                                             | 42                                                             |
| 1999                                                           | 343                                                            | 34                                                             | 36                                                             |
| 2000                                                           | 449                                                            | 57                                                             | 33                                                             |
| 2001                                                           | 496                                                            | 48                                                             | 22                                                             |
| 2002                                                           | 559                                                            | 20                                                             | 22                                                             |
| 2003                                                           | 512                                                            | 42                                                             | 22                                                             |
| 2004                                                           | 542                                                            | 31                                                             | 20                                                             |
| 2005                                                           | 576                                                            | 28                                                             | 28                                                             |
| 2006                                                           | 491                                                            | 31                                                             | 25                                                             |
| 2007                                                           | 491                                                            | 30                                                             | 28                                                             |
| 2008                                                           | -                                                              | -                                                              | -                                                              |
| 2009                                                           | 536                                                            | 19                                                             | 18                                                             |
| 2010                                                           | -                                                              | -                                                              | -                                                              |
| 2011                                                           | -                                                              | -                                                              | -                                                              |
| 2012                                                           | 638                                                            | 22                                                             | 13                                                             |
| 2013                                                           | 463                                                            | 36                                                             | 14                                                             |
| 2014                                                           | 465                                                            | 36                                                             | 27                                                             |
| 2015                                                           | 466                                                            | 57                                                             | 42                                                             |
| 2016                                                           | 456                                                            | 77                                                             | 60                                                             |
| 2017                                                           | 471                                                            | 69                                                             | 57                                                             |
| 2018                                                           | 454                                                            | 81                                                             | 63                                                             |
| 2019                                                           | 429                                                            | 68                                                             | 66                                                             |
| 2020                                                           | 268                                                            | 59                                                             | 60                                                             |
| 2021                                                           | -                                                              | -                                                              | -                                                              |
| 2022                                                           | 549                                                            | 56                                                             | 60                                                             |
| 2023                                                           | 477                                                            | 116                                                            | 100                                                            |
| 2024                                                           | 555                                                            | 119                                                            | 84                                                             |

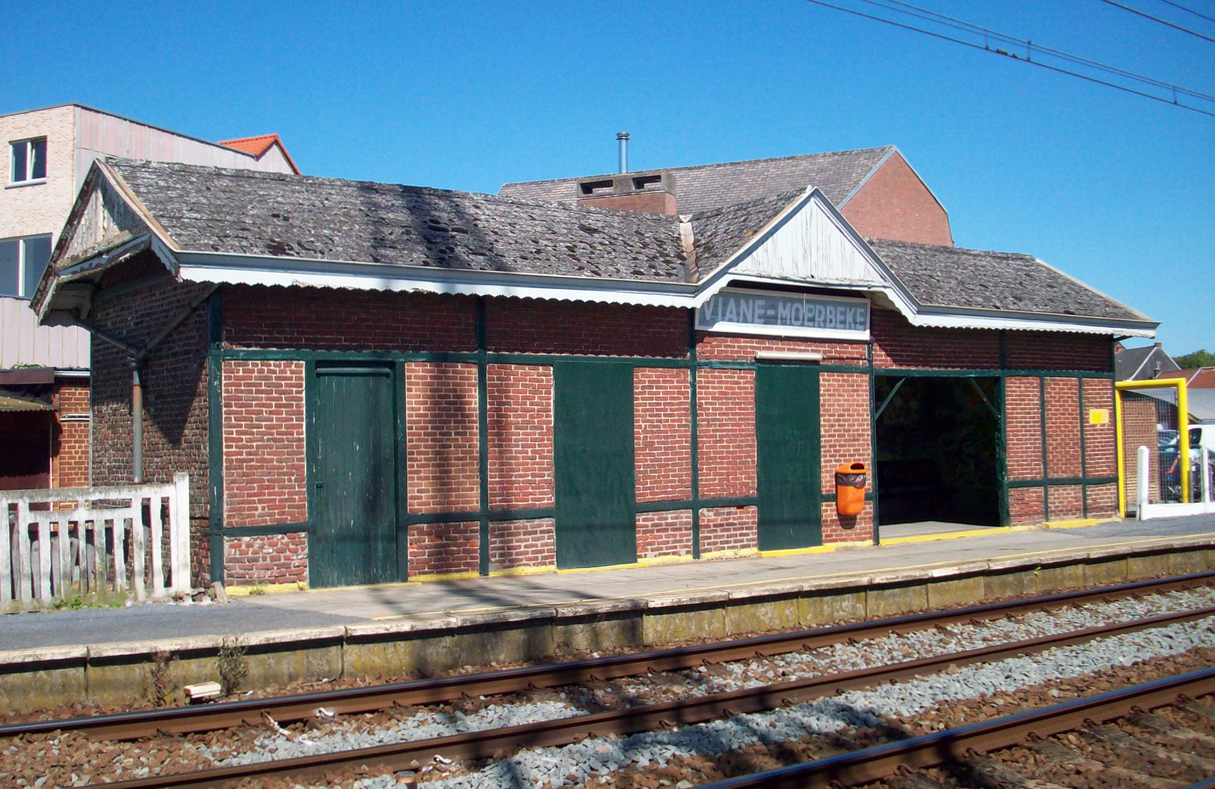
Ancien bâtiment provisoire d'origine Démoli dans les années 2010.
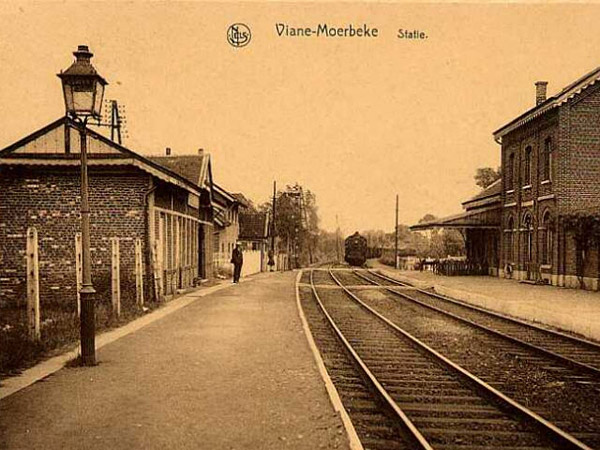
Ancien et nouveau bâtiment.
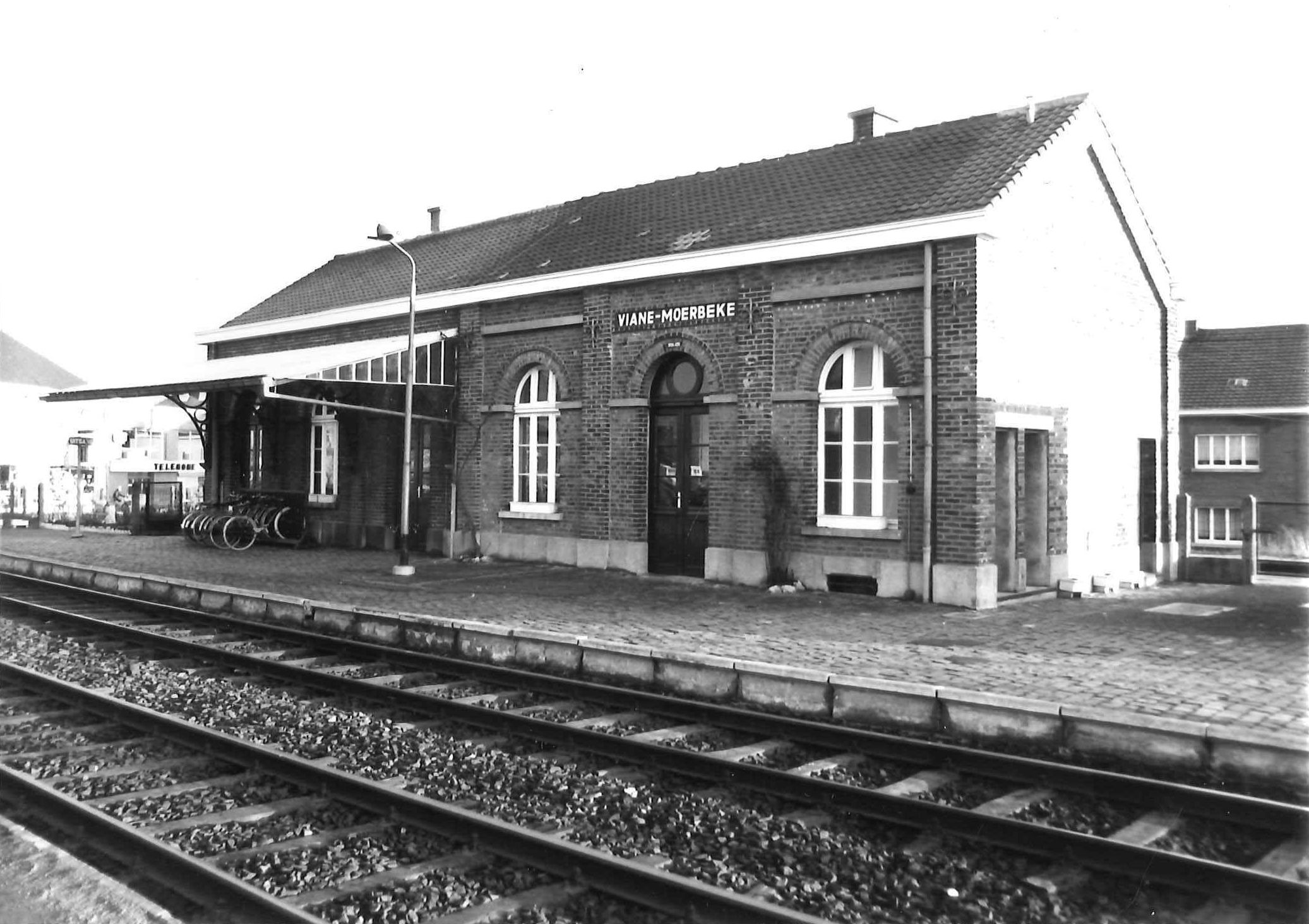
Second bâtiment, amputé de ses étages supérieurs, mais encore doté de sa marquise.
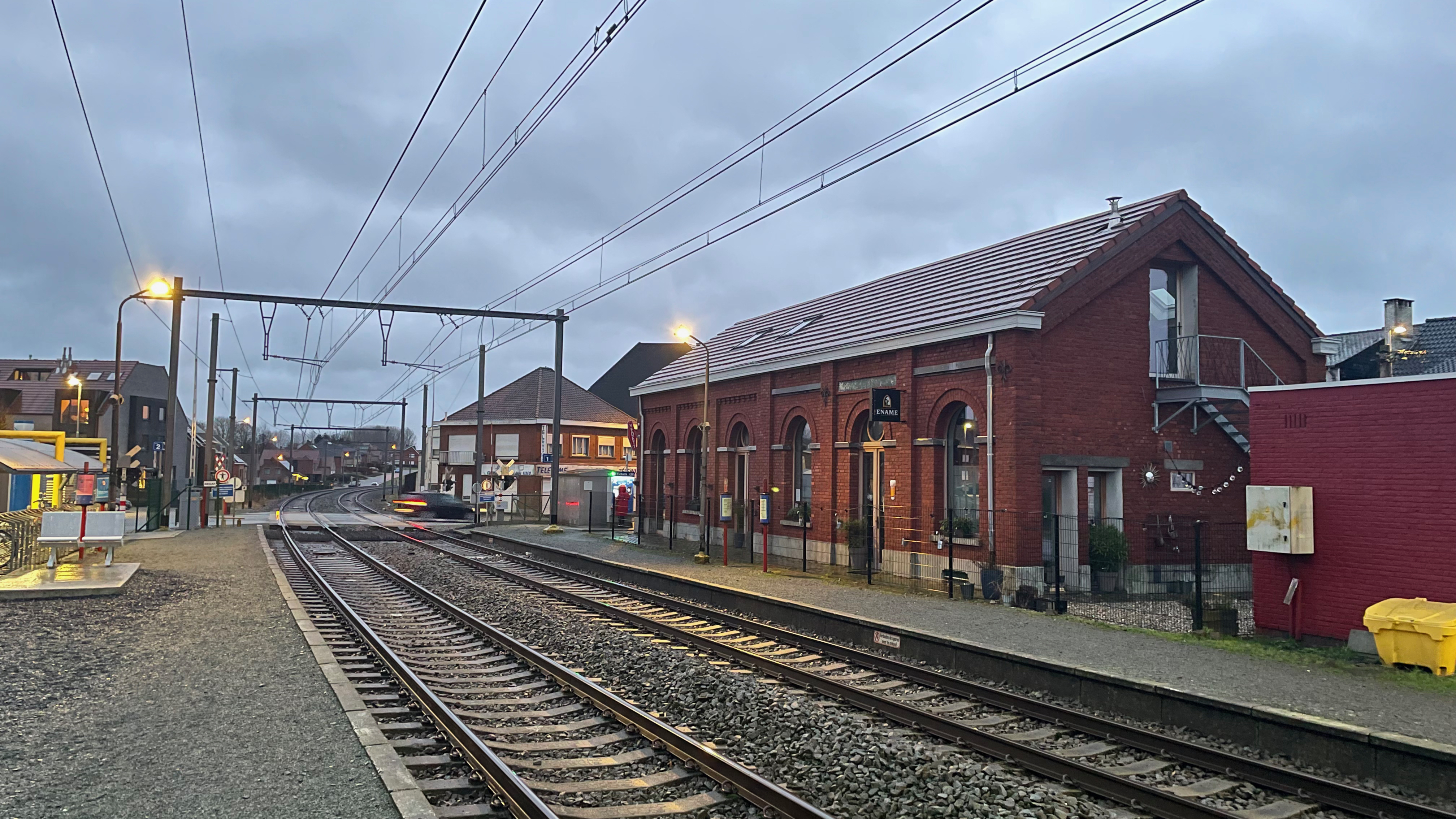
... et en 2023.